# Avinguda Paulista
L'Avinguda Paulista (en portuguès Avenida Paulista) és una de les principals avingudes de la ciutat de São Paulo (Brasil). Inaugurada el 8 de desembre de 1891, des dels anys 60 és el centre financer de la ciutat, alhora que la via urbana més cara de Llatinoamèrica. El seu nom és el topònim empreat per als habitants de la ciutat.
Entre els seus atractius compta el Museu d'Art de São Paulo (MASP) i nombrosos gratacels, mentre que el seu aspecte, ple d'antenes de comunicació, ve determinat per la seva localització en un dels punts més alts de la metròpoli. Atravessa els districtes de Paraíso, Bela Vista, Jardim Paulista, Cerqueira Cesar i Jardim America, fins a arribar a Higienopolis.